# Zweden op het Eurovisiesongfestival 1967
Melodifestivalen 1967 was de achtste editie van de liedjeswedstrijd die de Zweedse deelnemer voor het Eurovisiesongfestival oplevert. Er werden zo'n 1800 liedjes ingezonden. De winnaar werd bepaald door de regionale jury.

## Uitslag
| Plaats | Artiest           | Lied                       | Songwriters                                       | Ptn |
| ------ | ----------------- | -------------------------- | ------------------------------------------------- | --- |
| 1ste   | Östen Warnerbring | Som en dröm                | Curt Peterson, Marcus Österdahl, Patrice Hellberg | 24  |
| 2de    | Östen Warnerbring | En valsfan                 | Gunnar Svensson, Hans Alfredsson, Tage Danielsson | 20  |
| 3de    | Roffe Berg        | Ren vals                   | Charlie Norman, Björn Lindroth                    | 14  |
| 3de    | Towa Carson       | Alla har glömt             | Peter Himmelstrand                                | 14  |
| 5de    | Towa Carson       | Vem frågar vinden          | Inger Berggren                                    | 11  |
| 6de    | Sten Nilsson      | Svart-Olas polska          | Åke Hallgren                                      | 8   |
| 7de    | Ann-Louise Hanson | Christina dansar           | Åke Hallgren                                      | 4   |
| 8ste   | Marianne Kock     | Men vore du endast en visa | Lennart Sjöberg, Carl-Olof Bergström              | 3   |
| 9de    | Svante Thuresson  | Förlåt min vän             | Johnny Carlsson                                   | 2   |
| 10de   | Ann-Louise Hanson | Sjungas till sömns         | Mats Berthold, May-Brith Matson                   | 0   |